# Der Butler (2013)
Der Butler (Originaltitel: The Butler, alternativ Lee Daniels’ The Butler) ist ein US-amerikanischer Kinofilm aus dem Jahr 2013, der am 10. Oktober 2013 Deutschlandpremiere hatte. Der Film ist lose an die Geschichte des realen Butlers Eugene Allen angelehnt und thematisiert die afroamerikanische Bürgerrechtsbewegung.

## Handlung
Auf einer Baumwollfarm im südstaatlichen Macon, Georgia, der 1920er Jahre herrschen immer noch Zustände wie zur Zeit der Sklaverei. Der jugendliche Plantagen-Arbeiter Cecil Gaines erlebt, wie seine Mutter vom Besitzer der Farm, Thomas Westfall, vergewaltigt und sein Vater anschließend von diesem erschossen wird. Strafrechtliche Konsequenzen muss dieser bei einem Mord an einem Schwarzen zu dieser Zeit nicht fürchten. Westfalls Mutter Annabeth nimmt den entsetzten Jungen vom Feld und gibt ihm im Haus eine elementare Ausbildung als „Haus-Nigger“, d. h. Diener im Haus. Einige Jahre später verlässt Cecil die Farm, weil er befürchten muss, ebenfalls Opfer des rassistischen Farmers zu werden, und macht sich auf Arbeitssuche.
Außerhalb der Farm wird er mit den schlimmen Realitäten der südlichen USA konfrontiert, er muss oft im Freien übernachten und leidet Hunger, weil er nirgends eine Anstellung finden kann. Schließlich schlägt er vor lauter Hunger das Bäckerei-Schaufenster eines Hotels in North Carolina ein, um einen Kuchen zu stehlen. Dabei wird er von Maynard, dem schwarzen Maître d’hôtel, überrascht, der ihn jedoch nicht an die Hotelbesitzer verrät. Eigentlich will Maynard Cecil wieder wegschicken, doch dieser überredet ihn, ihm mit seinen Erfahrungen als „Haus-Nigger“ eine Anstellung zu geben. Maynard lässt sich überzeugen und wird in der folgenden Zeit zum Förderer von Cecil, indem er ihn in allen Bereichen der Hotellerie ausbildet. Er schärft ihm auch ein, den Gästen immer alle Wünsche von den Augen abzulesen, ansonsten aber unsichtbar zu bleiben.
Durch Maynards Vermittlung erhält Cecil einige Zeit später eine Anstellung im Excelsior, einem vornehmen Hotel in Washington, D.C. Dadurch kommt er zu bescheidenem Wohlstand und kann sich ein Haus sowie ein Auto kaufen. Er heiratet das Zimmermädchen Gloria und hat zwei Kinder mit ihr, Louis und Charly. Im Hotel wird Arthie Warner, der Personalchef des Weißen Hauses, auf ihn aufmerksam und schlägt dem dortigen Majordomus Freddie Fallows Cecil zur Anstellung als Butler vor. Beim folgenden Vorstellungsgespräch ist Fallows zuerst nicht überzeugt, auch weil derartige Personalfragen üblicherweise durch ihn selbst geregelt werden. Doch Cecil kann Fallows mit seinen Fähigkeiten überzeugen und erhält schließlich die Anstellung.
Durch seine Tätigkeit nahe am Zentrum des politischen Geschehens bekommt er die Umbrüche der US-amerikanischen Gesellschaft und den Lauf der Weltgeschichte aus einer ungewöhnlichen Perspektive zu sehen und übt teilweise sogar einen kleinen Einfluss auf die jeweiligen Hausherren aus. Cecil trifft die Präsidenten in persönlichen, teilweise intimen Situationen und lernt aus nächster Nähe ihre politischen Auffassungen und Handlungen zum Problem der Rassentrennung kennen: Cecil bedient Präsident Eisenhower, während dieser malt. Dessen Vizepräsident Nixon befragt während seines Wahlkampfs 1960 Cecil und dessen Kollegen nach deren politischen Ansichten und Wünschen und verspricht den Butlern gleiche Bezahlung wie für Weiße. Präsident Kennedy liegt wegen seines Rückenleidens ausgestreckt auf dem Boden und lässt sich von Cecil aufhelfen. Danach berichtet Kennedy Cecil, dass dessen Sohn Louis schon sechzehnmal verhaftet worden sei. Nach der Ermordung von Kennedy schenkt dessen Witwe Jacqueline Cecil eine Krawatte des Ermordeten. Präsident Johnson sitzt bei geöffneter Tür auf der Toilette, gibt währenddessen seinen draußen stehenden Mitarbeitern Anweisungen, spricht mehrfach von „Niggern“ und lässt sich schließlich von Cecil Pflaumensaft zur Förderung der Verdauung reichen. Während der Watergate-Affäre kauert Präsident Nixon deutlich angetrunken auf der Couch; er lädt Cecil zum Sitzen ein und erklärt ihm dann, er werde nicht zurücktreten. Präsident Reagan schließlich zieht Cecil ins Vertrauen und beauftragt ihn, private Geldzuwendungen an in Not geratene Menschen zu überbringen; gegenüber Nancy Reagan verpflichtet Reagan ihn zum Schweigen.
Im Gegensatz zu seinem prestigeträchtigen Beruf steht Cecils Familienleben vor einem Zusammenbruch. Seine Ehefrau Gloria ist zeitweise alkoholkrank und tröstet sich mit einem Mann aus der Nachbarschaft, weil Cecil zu viele Überstunden im Weißen Haus leistet. Sein älterer Sohn Louis kann sich lange nicht mit dem dienenden Beruf des Vaters abfinden, den er mit der Unterdrückung der Schwarzen in Amerika in Verbindung sieht. Auf Demonstrationen wird er immer wieder verhaftet und ins Gefängnis geworfen. In Alabama gerät er in einem Freedom-Rider-Bus in einen rassistisch motivierten Hinterhalt. Er schließt sich als radikaler Kämpfer für die Rechte der Schwarzen der Black-Panther-Bewegung an. Während eines Abendessens mit Charly, Louis und dessen Freundin kommt es zum Bruch zwischen Louis und seinen Eltern. Charly meldet sich freiwillig zur Armee und fällt im Vietnamkrieg. Später beendet Louis sein Studium und wird Kandidat für den Kongress.
Cecil und seine Frau werden von Nancy Reagan als Gäste zu einem Staatsbankett eingeladen und sitzen in der Nähe des Präsidentenpaares. Im Gegensatz zu dieser persönlichen Wertschätzung wird Cecil durch Reagans Haltung zum Regime der Apartheid in Südafrika verunsichert: Reagan kündigt gegenüber Senatoren seiner eigenen, der Republikanischen Partei, an, er werde gegen ein Gesetz, das Sanktionen gegen Südafrika verhänge, sein Veto einlegen. Darauf kündigt Cecil seine Stelle. Auf dem Weg nach Hause kommt er an der Botschaft Südafrikas vorbei und trifft dort auf seinen Sohn Louis, der eine Demonstration gegen Reagans Südafrika-Politik anführt. Louis und Cecil versöhnen sich. Cecil schließt sich der Demonstration an, und sie werden gemeinsam verhaftet.
An einem Sonntag, kurz vor der Präsidentschaftswahl, aus der Barack Obama siegreich hervorgehen wird, stirbt Gloria. Später will Präsident Obama den ehemaligen Butler im Weißen Haus empfangen. Als der Protokollchef ihm respektvoll den Weg zeigen will, entgegnet Cecil: „Ich kenne den Weg.“

### Historische Genauigkeit
Der reale Eugene Allen war insgesamt für acht US-Präsidenten tätig (Truman bis Reagan), im Film sind es nur sieben. Eliana Dockterman schrieb im Time Magazin: „Allen wurde 1919 in Virginia geboren, nicht in Georgia …, was mit seinen Eltern geschah, ist frei erfunden. Eugene Allens Sohn Charles Allen war nicht der radikale politische Aktivist wie im Film.“
Besonders wurde Ronald Reagans Darstellung im Film kritisiert. Während die Darstellung Alan Rickmans gelobt wurde, wurde Reagans im Film dargestellte Gleichgültigkeit gegenüber den Bürgerrechten kritisiert. Michael Reagan, Ronald Reagans Sohn, warf den Liberalen in Hollywood vor, das Bild seines Vaters zu verzerren. Paul Kengor, einer von Reagans Biographen, sagte, Reagans Opposition gegen Sanktionen gegen das Apartheid-Regime in Südafrika sei darauf zurückzuführen, dass er zunächst nicht wollte, dass Südafrika ähnlich wie Äthiopien, Mosambik oder Kuba kommunistisch werde.

## Rezeption
Die Kritiker verglichen den Film oft mit Forrest Gump, auch der Regisseur selber sprach von Parallelen. Filmstarts.de schreibt beispielsweise, dass „Robert Zemeckis die politischen Aussagen in seinem famosen (und im Kern vollständig fiktiven) Generationenporträt in Pralinenpapier einwickelte“, Daniels zeige „ein hohes Maß an gesellschaftlichem Sendungsbewusstsein.“ Er verfolge bei seinem „Blick auf die schwierige Beziehung von schwarzen und weißen Amerikanern zwischen den 1950er und 80er Jahren ganz offen aufklärerische Absichten.“

„Lee Daniels’ Biografie-Drama ‚Der Butler‘ bietet oft hochspannenden, zumindest in den Schlüsselpositionen gut gespielten und von ehrbaren Motiven durchtränkten Historien-Stoff, krankt allerdings stark an einer unausgewogenen erzählerischen Struktur. Das Ergebnis ist ein wohlgemeintes, aber auch zwiespältiges Kino-Denkmal für die schwarze Bürgerrechtsbewegung und ein mittelmäßiger Film.“

„Absolut sehenswerte und an die Nieren gehende Geschichts-Stunde in ‚Forrest Gump‘-Manier, die zwar gelegentlich etwas zu rührselig geraten ist, aber allein schon wegen des fulminanten Casts den Kinobesuch rechtfertigt.“

„Inszenatorisch ist der Film solide, ohne formale Wagnisse einzugehen. Anders als in «Precious» gelingt es Daniels diesmal nicht, das erzählerische Korsett zu sprengen und sein Publikum mit unbequemen Fragen zu konfrontieren, etwa warum die Sklaverei nicht mehr als Begründung für die heutige Verfasstheit der afroamerikanischen Community herhalten kann. So breitet sich in dem 132-minütigen Film zeitweise Langeweile aus.“

„Wer hofft, das außergewöhnliche Leben des wahren Butlers erzählt zu bekommen, wird enttäuscht. Der Film lässt sich aber auch durch eine andere Brille sehen. Dann gewinnt er. […] Sein [Lee Daniels'] Verdienst liegt vor allem darin, die großen politischen Zerwürfnisse – die Straßenkämpfe, den Vietnamkrieg, die Unterzeichnung der Bürgerrechte – herunterzubrechen und mit dem persönlichen Erleben gewöhnlicher Menschen zu verweben."“

## Auszeichnungen
Oprah Winfrey wurde als beste Nebendarstellerin für einen BAFTA-Award, einen Critics’ Choice Movie Award, einen NAACP Image Award, einen People’s Choice Award, einen Screen Actors Guild Award und einen Satellite Award nominiert. Hauptdarsteller Forest Whitaker gewann einen NAACP Image Award und war noch für einen Screen Actors Guild Award und einen Satellite Award nominiert. Regisseur Lee Daniels konnte einen Hollywood Film Award gewinnen, ebenso Nebendarsteller David Oyelowo. Oyelowo konnte zu dem auch noch einen NAACP Image Award gewinnen. Terrence Howard war für einen NAACP Image Award Nominiert, ebenso Lee Daniels und Cuba Gooding, Jr. Die gesamte Film-Crew war für einen Critics’ Choice Movie Award und einen Screen Actors Guild Award nominiert.
Für viele war es überraschend, dass der Film weder für einen Oscar noch für einen Golden-Globe nominiert war. Im Vorfeld galt der Film als Oscar-Anwärter. Vor allem die schauspielerische Leistung von Oprah Winfrey wurde im Vorfeld sehr gelobt. Ebenso Regisseur Daniels als auch das Make-up zum Film. Variety erklärt die „Oscar-Verweigerung“ damit, dass es zu viele Filme im Jahr 2014 gegeben habe, welche für den Oscar in Frage gekommen seien und dass Der Butler in einem anderen Jahr mehrere Oscar-Nominierungen erhalten hätte.